# Bisdom Sioux Falls
Het bisdom Sioux Falls (Latijn: Dioecesis Siouxormensis) is een rooms-katholiek bisdom met als zetel Sioux Falls, in de Amerikaanse staat South Dakota. Het bisdom is suffragaan aan het aartsbisdom Saint Paul and Minneapolis. 

## Geschiedenis
Het bisdom werd opgericht op 12 augustus 1879, als het apostolisch vicariaat Dakota, uit delen van het bisdom Saint Paul. Op 10 november 1889 verloor het gebied bij de oprichting van het bisdom Jamestown. Twee dagen later werd het verheven tot bisdom met de naam bisdom Sioux Falls. Op 4 augustus 1902 verloor het gebied bij de oprichting van het bisdom Lead. 

## Parochies
Het bisdom had in 2022 een oppervlakte van 90.866 km2 en telde 630.390 inwoners waarvan 16,7% rooms-katholiek was.

## Bisschoppen
- Martin Marty (apostolisch vicaris: 12 augustus 1879, bisschop: 12 november 1889 - 21 januari 1895)
- Thomas O’Gorman (24 januari 1896 - 18 september 1921)
- Bernard Joseph Mahoney (24 mei 1922 - 20 maart 1939)
- William Otterwell Brady (10 juni 1939 - 16 juni 1956)
- Lambert Anthony Hoch (27 november 1956 - 13 juni 1978)
- Paul Vincent Dudley (6 november 1978 - 21 maart 1995)
  - Paul Francis Anderson (hulpbisschop: 17 augustus 1982 - 4 januari 1987)
- Robert James Carlson (21 maart 1995 - 29 december 2004; coadjutor sinds 13 januari 1994)
- Paul Joseph Swain (31 augustus 2006 - 12 december 2019)
- Donald Edward DeGrood (12 december 2019 - heden)

## Galerij van afbeeldingen

Wapen van het bisdom
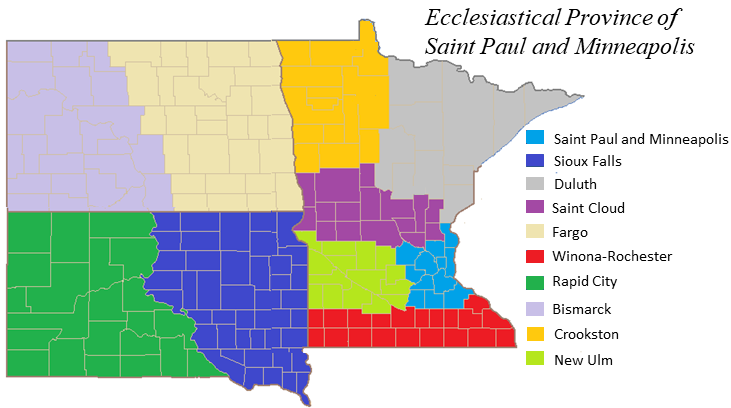
Kerkprovincie met aartsbisdom en suffragane bisdommen
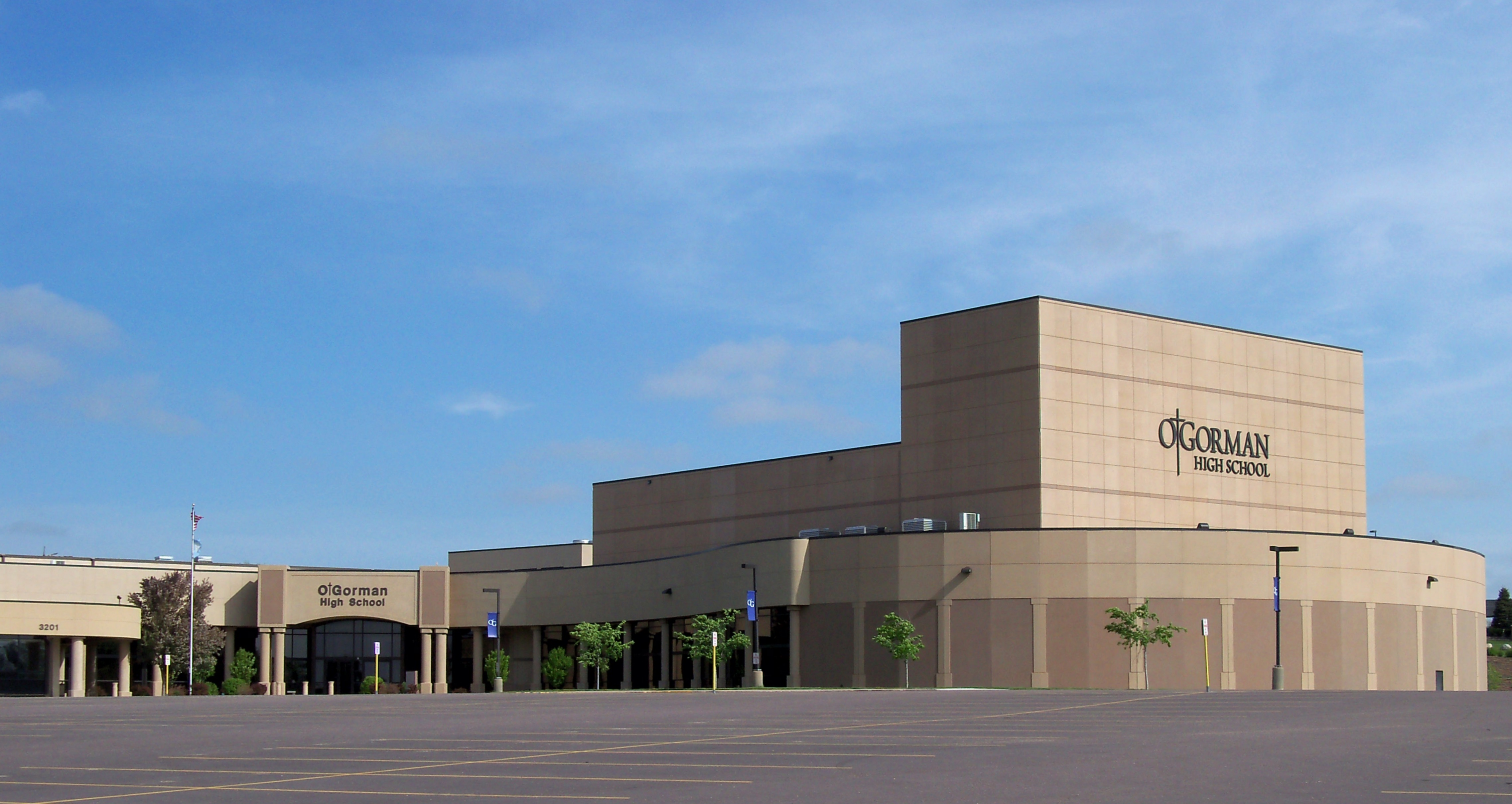
O'Gorman High School in Sioux Falls
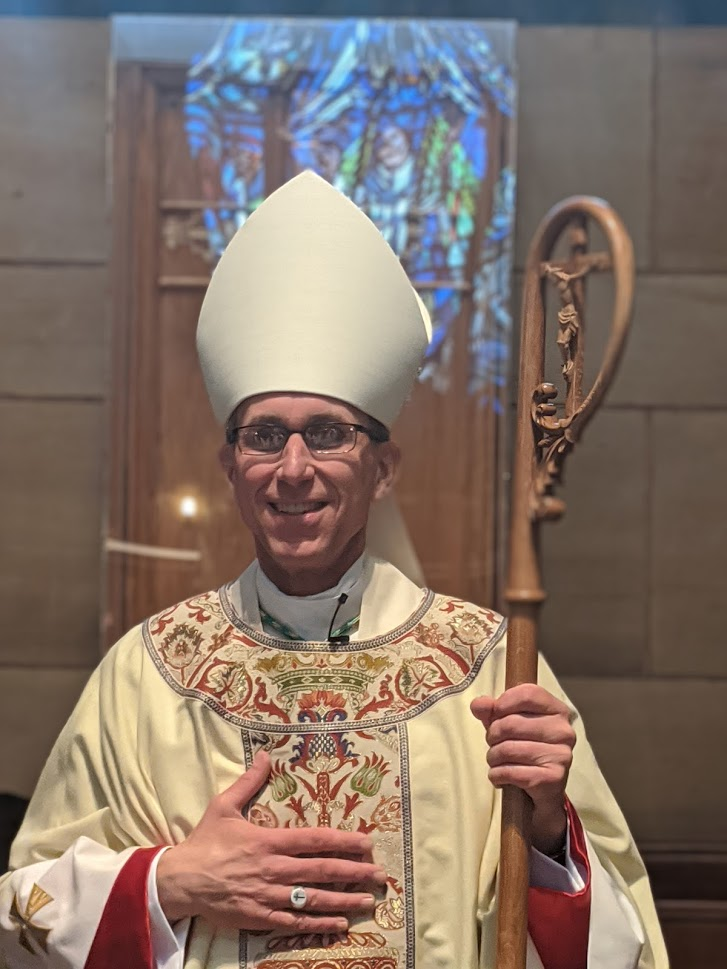
Bisschop Donald Edward DeGrood (2019-heden)

Saint Paul and Minneapolis (aartsbisdom) · Bismarck · Crookston · Duluth · Fargo · New Ulm · Rapid City · Saint Cloud · Sioux Falls · Winona-Rochester